# Viga-Glums saga
Viga-Glums saga (isl. Víga-Glúms saga) är en av islänningasagorna. Den utspelar sig i Eyjafjordsdalen, på norra Island, mot slutet av 900-talet. Sagan slutar år 1003.

## Handling
Viga-Glum var ett av fyra barn till Eyjolf Ingjaldsson och hans hustru Astrid. Viga-Glums liv skildras från barndomen till hans död. Sagan handlar om Viga-Glums och espholingarnas kamp om överhöghet i Eyjafjordsdalen. Viga-Glum fick två ättegåvor av Vigfus herse, sin morfar, ett spjut och en kappa. När han skänkte bort dem började allt gå honom emot. Men i själva verket var det hans eget kynne som bestämde hans öde. Hans lister avslöjades till slut och han måste lämna sin gård. Sagan slutar med att Glum tar dopet år 1000 och dör tre år senare.

## Tillkomst, manuskript och översättning
Sagan skrevs omkring år 1220-1230. Den finns i sin helhet bevarad i Möðruvallabók (AM 132 fol.). Ett litet stycke fanns även i den förlorade Vatnshyrna. Det finns även senare pappershandskrifter. Sagan trycktes först i verket Ágætar Fornmannna Sögur av Björn Markússon i Hólar år 1756.
Sagan är översatt till svenska av Hjalmar Alving (1935) och Åke Ohlmarks (1963).